# Casa do Povo de São Luís
A Casa do Povo de São Luís é um edifício histórico e uma instituição na localidade de São Luís, no Município da Odemira, na região do Alentejo, em Portugal.

## Descrição e história
A organização é equiparada a uma Instituição Particular de Solidariedade Social, sem fins lucrativos. A sua principal finalidade é o apoio social, principalmente aos idosos, tendo também funções educativas e desportivas, Inclui igualmente um grupo coral próprio, o Grupo Coral da Casa do Povo de S. Luís. A instituição tem colaborado em várias iniciativas culturais a nível concelhio, tendo por exemplo participado no programa Montras – Mostra de Artistas e Artesãos de São Luís em 2017 e em 2018, e em 2021 fez parte do evento TransforMAR, onde foram expostas várias peças de arte criadas por utentes das instituições de apoio social no concelho de Odemira.
A Casa do Povo de Sâo Luís tem também uma forte componente desportiva, com participação em várias modalidades, com destaque para o atletismo, cuja equipa foi fundada na época de 2015 para 2016. Ao longo da sua carreira, esta equipa foi responsável pela formação de vários campeães a nível distrital, e alguns dos seus membros foram nomeados para a selecção regional de atletismo. Teve uma participação destacada na temporada de 2016 a 2017, e em 2018, foi campeã distrital por equipas, no campeonato distrital de atletismo de juniores no sector masculino. Nesse ano, dois dos atletas da Casa do Povo também foram vicecampeões distritais noutras modalidades: Francisco Casimiro, no salto em comprimento, no lançamento do disco e no lançamento do peso, e Tomás Rafael, nos 400 metros e no salto em altura. Em Janeiro de 2012, a equipa concorreu no Campeonato Distrital de Corta Mato Longo da Associação de Atletismo de Beja, em Vale de Santiago, tendo o atleta Joaquim Costa alcançado a posição de campeão distrital, enquanto que João Fonseca foi vice-campeão distrital. Também recebeu a Gala dos Campeões da época de 2018 a 2019, organizada pela Associação de Atletismo de Beja, evento que contou com a presença do presidente da Federação Portuguesa de Atletismo, Jorge Vieira. Devido à sua destacada carreira desportiva, a Casa do Povo foi homenageada pela autarquia de Odemira com o Prémio de Mérito.
A Casa do Povo de São Luís foi fundada em 8 de Abril de 1938. Na década de 1990 conheceu um novo impulso durante a presidência de António Manuel Ledo, tendo em Maio de 1999 começado a prestar serviços de apoio social, incluindo o estabelecimento de um centro de dia, que originalmente funcionava na sede da organização. Em 2001 foi inaugurado um novo edifício para servir como centro de dia, e em Setembro de 2015 entrou ao serviço a Estrutura Residencial para Pessoas Idosas, que tem capacidade para 29 utentes.
A sede da Casa do Povo de São Luís situa-se na Rua do Comércio, no centro da povoação de São Luís, e nas imediações do Mercado Municipal, da Igreja Paroquial e do edifício da Junta de Freguesia. O imóvel foi construído no século XX.